# Модиин — Мерказ
Модиин-Центральный (ивр. תחנת הרכבת מודיעין מרכז‎, Tahanat HaRakevet Modi’in Merkaz) — пассажирский терминал Израильских железных дорог и одна из двух станций, обслуживающих Модиин (другая — Паатей Модиин). Это конечная станция линии Нагария — Модиин, откуда можно добраться до аэропорта, Тель-Авива, Хайфы и Акко. Она начала работать с 1 апреля 2008 года. 31 марта 2022 года была запущена электрифицированная связка с Иерусалимом.
Модиин-Центральный — первая железнодорожная станция в Израиле, которая полностью находится под землей. Занимая площадь около 7000 m², она была самой большой железнодорожной станцией в Израиле до открытия железнодорожной станции Иерусалим-Ицхак Навон, которая в восемь раз больше.

## Галерея

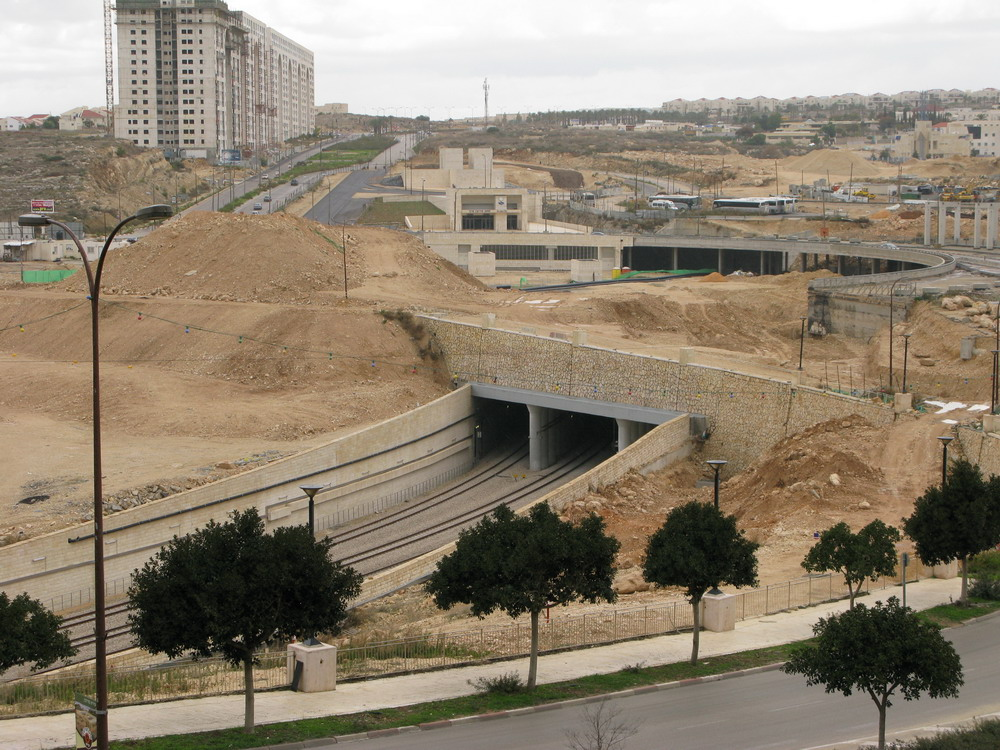
Пути, ведущие к станции. Станция находится на заднем плане.
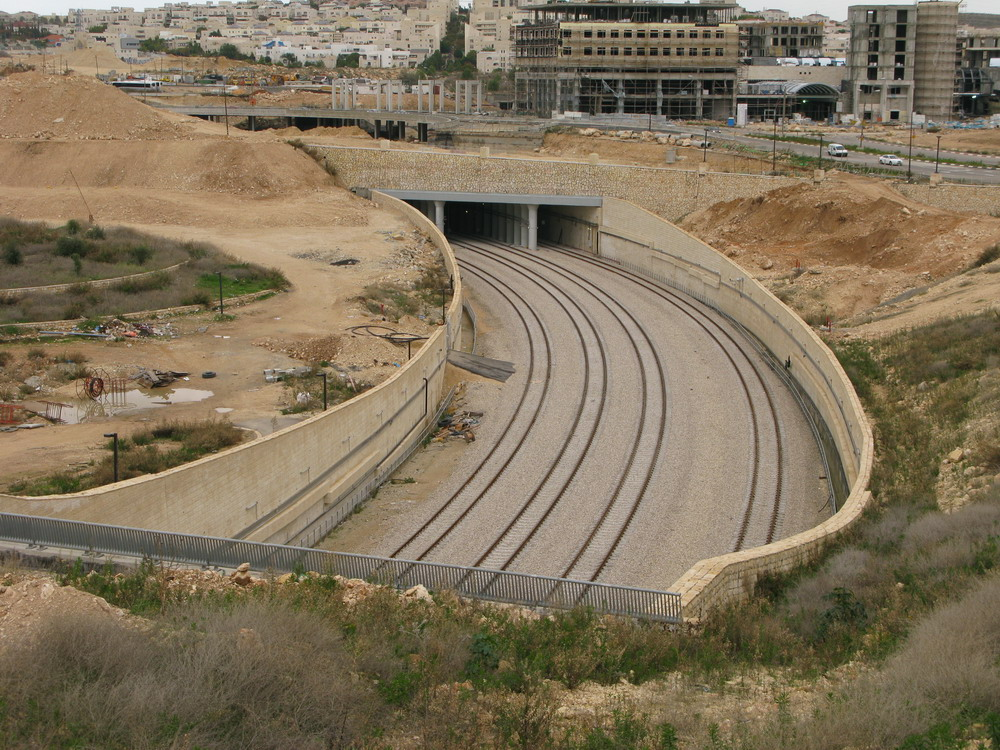
Еще один вид на пути
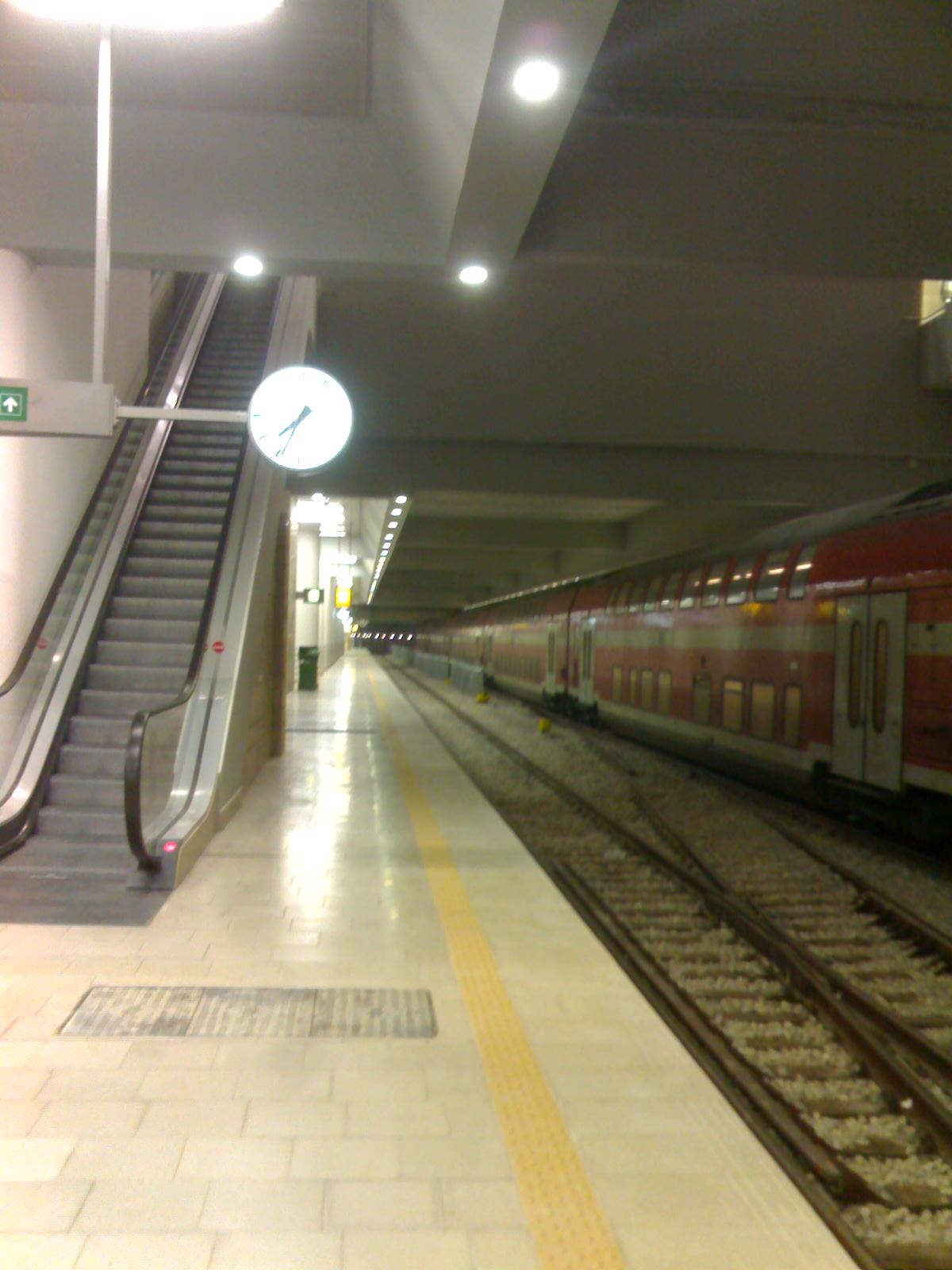
Внутри станции